# ワガママ (Nissyの曲)
「ワガママ」は、西島隆弘のソロ名義「Nissy」の2ndシングル。2014年11月27日に発売。AAA Party、mu-moショップ、え～ショップ限定で発売。

## 収録曲

### CD
1. ワガママ (3:41)
作詞：Takahiro Nishijima/SHIROSE from WHITE JAM、作曲：ヒロイズム/SHIROSE from WHITE JAM
2. ワガママ（instrumental）(3:39)

### DVD
1. ワガママ（Music Video）
2. ワガママ（Music Video Making）
3. 「本当に!!完全!プライベート映像」～本人解説付き!～